# Rödnäbbad trädklättrare
Rödnäbbad trädklättrare (Hylexetastes perrotii) är en fågel i familjen ugnfåglar inom ordningen tättingar.

## Utseende och läte
Rödnäbbad trädklättrare är en stor trädklättrare med en kraftig röd näbb (dock mörkbrun hos ungfåglar). Fjäderdräkten är helt rödbrun utan tvärband eller streck. Strupen är vit och i ansiktet syns ett tydligt vitt mustaschstreck. Vattrad trädklättrare har också röd näbb, men denna är inte lite kraftig och mustaschstrecket i ansiktet heller inte lika tydligt. Lätet är en vittljudande hes vissling som upprepas tre till fyra gånger, helt olikt andra trädklättrare.

## Utbredning och systematik
Arten förekommer i nordöstra Amazonområdet i Sydamerika. IUCN och BirdLife International inkluderar enfärgad trädklättrare (Hylexetastes uniformis).

## Levnadssätt
Rödnäbbad trädklättrare hittas i högvuxen regnskog, dock även i lägre träd på sandig jord. Liksom andra trädklättrare ses den klättra uppför trädstammar likt en trädkrypare eller hackspett, denna art i skogens mellersta och övre skikt, på jakt efter insekter och mindre ryggradslösa djur. Ibland följer den svärmande vandringsmyror för att fånga byten som skräms upp i deras väg. Arten hörs oftare än ses.

## Status och hot
Arten har ett stort utbredningsområde, men tros minska i antal, dock inte tillräckligt kraftigt för att den ska betraktas som hotad. Internationella naturvårdsunionen IUCN listar arten som livskraftig (LC).